# Paya (Darién)
Paya es un corregimiento del distrito de Pinogana en la provincia de Darién, República de Panamá. La localidad tiene 639 habitantes (2010).